# Bedi Buval
Bedi Bastien Buval (* 16. Juni 1986 in Domont) ist ein französischer ehemaliger Fußballspieler.

## Karriere
Buval, dessen Wurzeln in Martinique liegen, begann mit dem Vereinsfußball in der Jugend von AS Nancy und wechselte als Sechzehnjähriger in die Jugend von Bolton Wanderers.
Bei den Wanderers wurde er 2006 in den Profikader aufgenommen, verließ den Verein aber ohne Einsatz bereits im Sommer Richtung Red Star Paris. Für diesen Verein spielte er die nächste Spielzeit, ohne sich einen Stammplatz zu erobern.
Im Sommer 2009 wechselte er in die dänische Liga zu Randers FC. Dort gelang ihm der Sprung in die Stammelf. Nach zwei Jahren für diesen Verein zog es ihn in die griechische Liga zu Panthrakikos und von hier aus zu Panionios Athen.
Nach Stationen in Polen und Portugal wechselte er zur Saison 2012/13 in die türkische TFF 1. Lig zu Göztepe Izmir. Bereits zur Winterpause der Saison 2012/13 trennte er sich von diesem Verein, nachdem sein Vertrag nach gegenseitigem Einvernehmen mit der Vereinsführung aufgelöst wurde.
Seine Wanderung durch die europäischen Ligen ging weiter. Im Januar 2013 schloss er sich für sechs Monate dem dänischen Zweitligisten Vejle BK an. Danach kehrte er nach Portugal zurück, wo er jeweils für ein halbes Jahr für die Zweitligisten Académica de Coimbra, FC Paços de Ferreira und SC Olhanense spielte. Im Januar 2015 wechselte Buval nach Albanien zu KS Flamurtari Vlora. Dort spielte er ein Jahr in der Kategoria Superiore.
Im Januar 2016 verpflichtete ihn der deutsche Viertligist FC Carl Zeiss Jena. Bei dem Nordost-Regionalligisten unterzeichnete er einen Vertrag bis 2017. Zur Saison 2017/18 wechselte er zum FSV Wacker 90 Nordhausen.
Bedi Buval bestritt 2014 ein Spiel für die Fußballnationalmannschaft von Martinique. In der Qualifikation für den CONCACAF Gold Cup erzielte er ein Tor gegen Antigua & Barbuda.